# 痴哈
痴哈（英語：Trip hop；中文戏称“神游舞曲”、“吹泡音乐”）是一种缓拍电子音乐流派，起源于20世纪80年代末的英国布里斯托。Trip hop是trip（痴幻状态）和hip-hop（嘻哈）的词语结合，最先是被英国音乐媒体和记者用以形容一种更具实验性的、深受靈魂乐、放克和爵士影响的碎拍（breakbeat）音乐，被形容为“20世纪90年代后半期欧洲音乐的又一选择”、“融合了嘻哈音乐和电子音乐，而两者最终都消融其中”。
提起Trip hop，便不得不提缓拍音乐。尽管身为电子音乐的一员，Trip hop的节奏却不像传统电子音乐那样快，而且鼓点节奏更灵活多变，节奏型有很多后半拍和副点，配合迷离的女声，给人以一种迷离的、迷幻的体验。 Trip hop音乐融合了多种风格，而且和其他流派多有共通之处，例如它和氛围音乐便有不少相似之处。与嘻哈类似的是，Trip hop有着鲜明的节奏鼓点，同时又混合了浩室音乐、電子舞曲、R&B和迴響雷鬼（dub reggae）音乐的元素。从本质上说，Trip hop极具实验性。
該音乐風格有三个代表人物，皆来自英国布里斯托，分别是Massive Attack乐队、Tricky以及Portishead乐队，人称“Trip Hop三巨头/铁三角”。

## 历史

### 20世纪80年代末：起源
Trip hop起源于英国布里斯托及其周边地区，彼时来自美国的嘻哈音乐、电子舞曲和浩室音乐正日益流行。根据韦氏词典，“trip-hop”一词创于1989年， 但直至1994年6月才第一次在印刷出版物上出现：Mixmag的一位音乐记者Andy Pemberton用它形容英国艺人R.P.M.（Mo Wax旗下艺人）和美国艺人DJ Shadow的单曲“In/Flux”。20世纪70年代最早的一批嘻哈艺术家多是牙买加出生的纽约人，但随着新的美国式打碟越来越受欢迎，这些最先的加勒比风格最终烟消云散。由于英国有不少带有加勒比地区血统的黑人，20世纪80年代的英国嘻哈界常常喜欢模仿牙买加音乐。当时英国风头正火的雷鬼、舞厅和dub音乐也是他们的模仿对象。
布里斯托，曾是大西洋最重要的奴隶贸易港口之一，也是2012年英国种族最多元化的城市之一。在这里，嘻哈刚出现便渗入到根植于牙买加音乐的亚文化意识中。DJ、MC、街舞爱好者和涂鸦艺术家们常会组成简易音乐团队Sound systems。比如来自布朗克斯（Bronx）的先锋DJ Kool Herc, Afrika Bambataa 和 Grandmaster Flash组成的简易音乐团队，他们常在公共区域，常常是在部分成员出身的贫民区里放派对音乐。而在布里斯托的简易音乐团队里，DJ们大量借鉴牙买加dub音乐，通常使用一些后移的、慢节拍而沉重的鼓点（即“缓拍”down tempo）。
布里斯托的“野帮伙”(Wild Bunch) 是把本地的音乐带到国际舞台上的音乐团队之一。这催生了布里斯托最负盛名的音乐流派Trip hop。音乐家MC Adrian （"坏小孩" Thaws）、涂鸦艺术家和词人Robert （"3D" Del Naja） 以及DJ Nellee Hooper、 Andrew（ "蘑菇" Vowles） 和Grant （"老爸" Marshall）在不同时期都曾是“野帮伙”的成员。随着80年代后期布里斯托的嘻哈界逐渐发展成熟并进一步向酸爵士和house音乐发展，简易音乐团队的黄金时代也告一段落。“野帮伙”也签下一份唱片合约，并改名为Massive Attack。“3D”，“蘑菇”和“老爸”是新团队的核心，“坏小孩”（其名不久简化“Tricky”）和Hooper在制作上也出了不少力，轮流采用其他歌手为团队录人声。
另一个重要的影响是Gary  Clail的“笨瓜”简易音乐团队。 Clail经常与“流行组合”(英国后朋乐队)前歌手马克·斯图尔特（Mark Stewart）合作。马克曾用他的乐队“马克·斯图尔特与黑手党”（Mark Stewart & The Maffia）做实验音乐，其中乐队成员包括纽约录音师Skip McDonald，Doug Wimbish和厂牌Sugar hill旗下house乐队前成员Keith LeBlanc。Adrian Sherwood结合嘻哈、实验摇滚和dub制作他的音乐，形成了胚胎期的Trip-hop音乐。

### 20世纪90年代初中期：Trip-hop跃升主流音乐

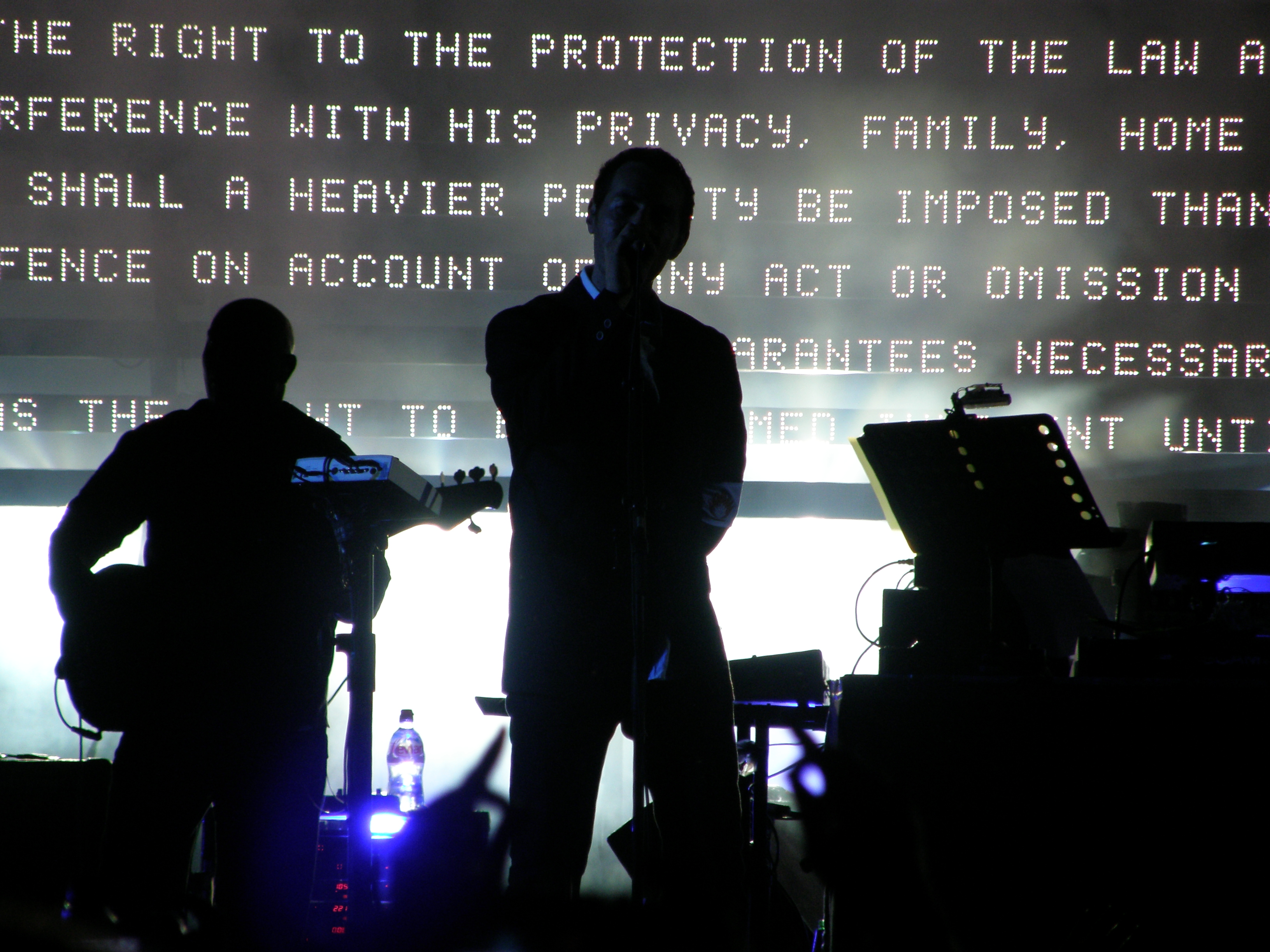
Massive Attack，90年代当红Triphop乐队。

Massive Attack的第一张专辑《Blue Lines》发布于1991年，在英国收获巨大的成功。很多人认为《Blue Lines》是第一个英国本土嘻哈运动宣言，但这张专辑的主打单曲“Unfinished Sympathy”和其他几首歌，尽管他们的节奏主要都是基于采样的，却和传统意义上的嘻哈歌曲没有任何相似之处。R&B歌手Shara Nelson在带有管弦乐风格的“Unfinished Sympathy”单曲中献声。而牙买加舞厅红人Horace Andy演唱了专辑中的其他几个曲目，他后来与Massive Attack形成了长期的合作。在1994年，Massive Attack发行了他们的第二张专辑<Protection>。虽然Tricky在这张专辑里担任了一个较小的角色，而Hooper也再次参与制作，但20世纪90年代初盛行的舞曲音乐为唱片提供了丰富的原材料，而该唱片也被视为Massive Attack自“野帮伙”时期一个更为重大的转型。

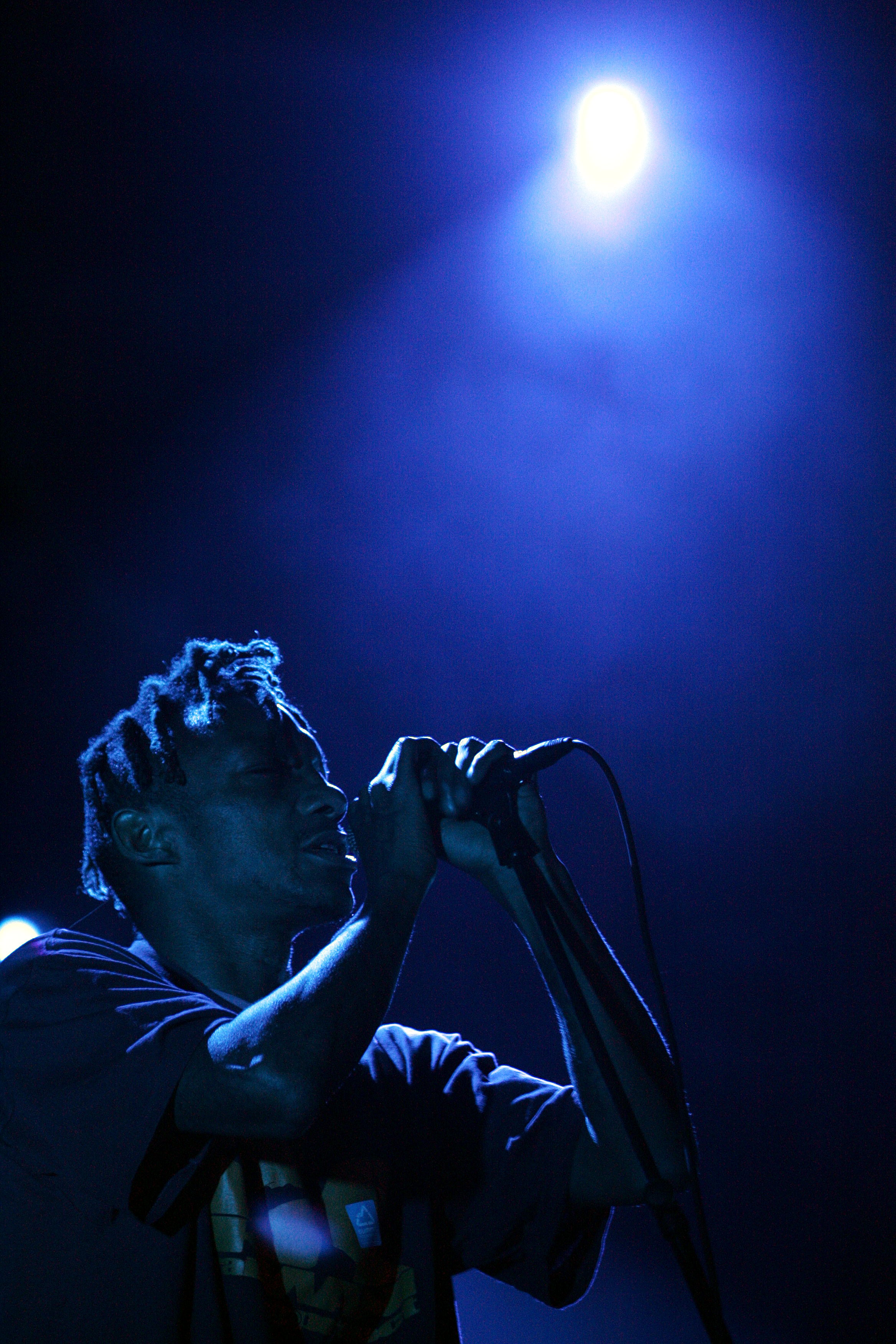
Tricky，一个trip hop主要歌手。

“Trip hop”一词在那年诞生，但它与Massive Attack的专辑没有任何关系。在1994年6月号的英国杂志Mixmag上，音乐记者Andy Pemberton用该词来形容旧金山艺人DJ Shadow1993年的嘻哈单曲“In/Flux”，以及其他Mo Wax发布的、在当时伦敦夜店热播的歌曲。 Pemberton 说，“In/Flux”混杂了节奏、念词声、弦乐、旋律、怪异的噪音、鲜明的低音和缓慢的节拍，让听众觉得他们仿佛在进行一次音乐之旅。然而不久后，媒体们却是把Massive Attack富有dub、爵士、迷幻和电子风格的音乐当作Trip hop音乐的典范。
1994年和1995年，Trip hop的流行度达到了最高峰。Howie B，Naked Funk和Earthling等艺人为此作出了突出的贡献。这两年也标志着伦敦乐队“红鲷鱼”（Red Snapper）的崛起。更重要的是，这一时期首次亮相的两个团体将在之后的几年和Massive Attack一道为布里斯托带来重大改变。
Portishead在1994年发行了他们的首张专辑《Dummy》。这个三人团队以歌手Beth Gibbons打头，还包括了的声音工程师Geoff Barrow和Adrian Utley。他们的背景和Massive Attack有很多不同： Portishead的音乐的主要影响之一是20世纪60年代和70年代的电影配乐。然而，Portishead与早期的Massive Attack一样（Barrow在《Blue Lines》的录制中曾与Massive Attack短暂合作），有着沙哑的、游离采样的审美倾向。Beth Gibbons阴沉的、脆弱的声线也给他们带来的广泛好评。1995年，《Dummy》一举拿下水星音乐奖（Mercury Music Prize）英国年度最佳专辑一奖，把Trip-Hop流派带到大众面前。 Portishead的音乐被视为带有电影式的黑色感和现代感先锋音乐，同时又恰到好处地附有感性的怀旧之音。他们的音乐随后被广泛模仿，使得他们最终抛弃了他们不经意间捧红的Trip-Hop标签。
在1995年Tricky也发布了他的首张个人专辑《Maxinquaye》，并获得广泛的好评。Tricky采用低声的、通常是意识流式的低吟，与90年代中期美国嘻哈盛行的匪帮说唱braggadocio（一种说唱流派）完全不同。而更不寻常的是，《Maxinquaye》里的很多独唱歌曲并没有多少Tricky自己的声音。是他的当时的情人，Martina Topley-Bird进行了演唱，其中包括对1988年Public Enemy（80年代末黑人硬核说唱团队，关注社会政治问题）的说唱歌曲“Black Steel in the Hour of Chaos”的重新编曲的演唱。专辑里的其他的歌曲则是隐晦的涉及性与爱的男女声二重唱，有的包含了不调和的元素。在一年内，Tricky又发布了两张被认为更具挑战性的、完整长度的专辑，然而他的知名度却不如他在布里斯托的同行Massive Attack和Portishead。而通过与比约克（Björk）短暂的合作，他的影响力触及了流行音乐和主流独立摇滚，吸引了一大批狂热粉丝。
伦敦乐队Archive一开始也是做Trip hop音乐的，但随后其曲风发展为前卫摇滚，其新近的专辑《Controlling Crowds》里混入了不少嘻哈音樂和管弦乐元素。